# Протести у Србији 2023.
Протести „Србија против насиља” је назив за више скупова који су грађани Србије организовали након два масовна убиства која су се десила 3. и 4. маја 2023. године. У понедељак 8. маја одржан је први протестни скуп у Београду и Новом Саду под називом "Протести против насиља" на којима је присуствовало између 20 и 50 хиљада људи на коме је најављено ново окупљање за петак 12. мај.

## Повод
Дана 3. и 4. маја 2023. године су се догодила вишеструка убиства у ООШ Владислав Рибникар у Београду и у селима Дубона, Шепшин и Мало Орашје у околини Младеновца и Смедерева. Дана 7. маја министар просвете Бранко Ружић поднео је неопозиву оставку. Странке опозиције су 5. маја затражиле оставке чланова РРА и председника Владе Републике Србије Ане Брнабић и Министра унутрашњих послова Братислава Гашића, шефа БИА Александра Вулина, али и гашење ријалити програма и укидање националне фреквенције ТВ Пинк и ТВ Хепи до идућег петка 12. маја.

## Хронологија

### Први протест
Грађани Србије су у понедељак 8. маја одржале протестни скуп у Београду и Новом Саду под називом "Протести против насиља" на којима је присуствовало између 20 и 50 хиљада људи и најавиле за петак 12. мај нови скуп. У Нишу је одржан протест 10. маја, док је дан касније одржан други протест у Новом Саду.

### Други протест
У Нишу је одржан протест 10. маја, док је дан касније одржан други протест у Новом Саду. Дана 12. маја је одржан нови протест “Србија против насиља” у организацији дела опозиције. После читања захтева окупљени грађани кренули су у шетњу од зграде Скупштине Србије, преко Улице Кнеза Милоша до моста "Газела". Мост је затим био блокиран за саобраћај два сата. На почетку скупа под називом “Србија против насиља”, Ирис Павошевић из Народне странке прочитала је захтеве протеста. Они су захтевали моменталну смену свих чланова РЕМ-а, хитно укидање ријалити програма и емисија које промовишу неморал и насиље на телевизијама са националним фреквенцијама, забрану штампаних медија који својим садржајем промовишу насиље, агресију и крше новинарски кодекс. Затражили су смену руководства РТС-a због емитовања програма који афирмишу насиље, криминал и агресију, одузимање националне фреквенције Пинку и Хепију због, како су навели, кршења закона и промоције насиља, агресије и неморала, али и смену министра унутрашњих послова Братислава Гашића, шефа Безбедносно информативне агенције Александра Вулина, усвајање оставке министра просвете Бранка Ружића и одржавање седнице Скупштине Србије на којој ће се размотрити одговорност Владе Србије као и безбедносна ситуација у земљи у најкраћем могућем року.
Након прочитаних захтева, окупљени су се упутили ка мосту "Газела" и делу међународног ауто-пута који су блокирали два сата. Протест је протекао мирно, а саобраћај је нормализован. Протест су организовале Демократска странка, Народна странка, Не давимо Београд, странка Заједно и Странка слободе и правде и Покрет слободних грађана. Према различитим проценама број окупљених грађана је варирао између 50 и 100 хиљада људи. Протести су организовани и у Крагујевцу, Крушевцу, Новом Саду, Ваљеву и Зрењанину. У Новом Саду је било око 4.000 демонстраната. Радомир Лазовић, посланик Не давимо Београд, саопштио је да је 12. маја прихваћен захтев за одржавање седнице Народне скупштине по питању пуцњаве. Седница је почела 18. маја. Брнабићева је на седници 19. маја навела да „све што се дешавало после пуцњаве директно подгревају стране обавештајне службе“, а опозиционог посланика Мирослава Алексића назвала „одвратним говнетом“.
Управни одбор РТС-а, укључујући његовог председника Драгана Бујошевић, одбио је 17. маја да разговара са представницима опозиционих партија.

### Трећи протест
Трећи протест Србија против насиља одржан је 19. маја. Пољопривредници су првобитно требало да присуствују протесту Србија против насиља, али им је полиција наводно ускратила одлазак у Београд. Након окупљања испред Народне скупштине, демонстранти су прошли улицом Кнеза Милоша ка мосту Газела и Бранковом мосту, који су на крају блокирани. Овог пута, колона демонстраната се наводно протегла на више од 2,5 километра. Према речима адвоката и бившег министра Боже Прелевића, на протесту је било око 200.000 демонстраната, док су новинске агенције јавиле да је протесту присуствовало десетине хиљада. Срђан Миливојевић и Небојша Зеленовић, један од колидера странке Заједно, рекли су да ће наставити са блокадом моста Газела док се не прихвате сви захтеви. Убрзо након тога, демонстранти су почели да постављају шаторе. Саву Манојловића, представника организације Крени-Промени, током протеста напала је непозната група мушкараца, наводно припадника екстремно десничарске организације Народна патрола.
Срби у дијаспори најавили су да ће 26. маја организовати скупове подршке протестима у Лондону и Бечу. Следећи протест Србија против насиља заказан је за 27. мај, дан после Вучићевог скупа испред Народне скупштине.

### Спасовданска литија
Традиционална Спасовданска литија одржана је 25. маја. Верни народ пратио је мошти Светог владике Николаја Велимировића од Вазнесењског до Светосавског саборног храма, где је патријарх Порфирије служио молебан, а потом се обратио присутнима. Иако је почео јак пљусак у том тренутку, то није омело вернике и остале учеснике литије да се помоле за страдале, док је пљуштала киша. Грађани и свештенство носили су црквене барјаке и српске тробојке, а један младић је носио заставу са ликом блаженопочившег митрополита Амфилохија Радовића. Литија је почела у нешто после 19 часова. Уз патријарха Порфирија и црквене великодостојнике на челу литије, поред моштију Светог владике Николаја Велимировића, налазе се и градоначелник Александар Шапић, министар одбране Милош Вучевић и Никола Селаковић, градски менаџер Мирослав Чучковић, кошаркаш Дејан Томашевић, и многи други.

### Контрамитинг СНС — Скуп"Србија наде"
Као одговор на протесте грађана председник Српске напредне странке Александар Вучић, најавио је контрамитинг "Србија наде" за 26. мај на платоу испред Народне скупштине. Председник Александар Вучић истакао је да су нам јединство, заједништво и уједињеност потребнији него икада. Нагласио је да је ово последње вече да се обраћа као председник Српске напредне странке и поручио да је за дијалог и разговор, али да прелазних влада неће бити. Вучићев говор почео минутом ћутања за страдале у два масакра. Председник Вучић на почетку обраћања замолио је све окупљене да спусте транспаренте и заставе. На скупу су се обратили и прослављени српски тенисер Јанко Типсаревић, Сабина Шебо Јуковић, која се вратила у Србију из Холандије, министар спољних послова Мађарске Петер Сијарто, председник Републике Српке Милорад Додик, један од лидера коалиције "За будућност Црне Горе" Милан Кнежевић, председник СПС-а и министар спољних послова Ивица Дачић и глумац Лазар Ристовски.

### Четврти протест
Четврти по реду протест "Србија против насиља" одржан је у суботу 27. маја у Београду. Учесници протеста након шетње формирали су прстен око РТС-а. Још једном су прочитани захтеви, а најављен је нови протест за следећи петак 2. јун. Организатори скупа ”Србија против насиља“ саопштили су да се ограђују од, како су навели, “групе неодговорних људи који су се окупили испред Скупштине Србије и чији је циљ да компромитују оправдано незадовољство грађана и испуњење захтева протеста“.
Организатори су се 31. маја састали са начелником београдске полиције, који је обећао да ће полиција обезбедити протесте од потенцијалних провокатора. Првобитно је следећи протест Србија против насиља требало да буде одржан 2. јуна, али због најаве да ће протест под називом „Стоп насиљу над Србима са Косова“ бити одржан непосредно пре протеста Србија против насиља, је померен за 3. јун.

### Пети протест
На почетку петог по реду протеста, 3. јуна, говорили су глумци Светлана Бојковић, Драган Бјелогрлић, Ненад Маричић, комичари и водитељи Зоран Кесић и Иван Ивановић, син Станике Глигоријевић, чија је смрт на наплатној кући остала нерешена, и рудар Јовица Николић, који је претучен због одбијања да прода своју земљу у Жагубици.
У свом обраћању глумица Светлана Бојковић истакла је: "Од првог протеста у тишини, оптужени смо да смо искористили трагедију која нас је задесила у политичке сврхе, да смо хијене и лешинари. Током месец дана наших мирних протеста били смо изложени вређању и сада је време да се нешто каже. У шта се наше друштво претворило данас? Претворило се у друштво у коме се непрестано подстиче испољавање тамних страна људске природе, уместо да се инспирише. Претворило се у друштво у ком су стручни, вредни маргинализовани док се на њихова места постављају недовољно необразовани, нестручни и неспособни"
Присутни су након обраћања познатих личности, одали почаст страдалима у два масовна злочина која су се десила 3. и 4. маја, минутом ћутања.
Демонстранти су потом прошетали Булеваром краља Александра и према Тргу Славија, а затим до Новог двора, седишта председника Србије где су остављали поруке председнику Србије Александру Вучићу. Велики број демонстраната дошао је до основне школе „Владислав Рибникар“ у улици Краља Милутина, где су одали пошту страдалој деци и портиру у масакру 3. маја. По оценама већине медија, био је ово највећи скуп у Србији, од свргавања Слободана Милошевића 2000. године .
Групе екстремне деснице, укључујући Народну патролу, биле су присутне на протесту где су успеле да изазову два мања физичка инцидента. Протесту је присуствовало више десетина хиљада демонстраната. Према речима Александра Губаша, новинара који се од 1991. године бави различитим методама мерења броја људи на јавним скуповима, током протеста је било око 55.000 демонстраната.
Ново окупљање заказано је за 9. јун.

### Шести протест
Шести по реду протест „Србија против насиља", одржан је у петак, 9. јуна у Београду, а главна тема овог протест је била образовање.
На почетку протеста са разгласа је емитована композиција дечака Андрије Чикића, који је убијен у злочину у основној школи „Владислав Рибникар" у Београду, који је уз масовно убиство у селима Мало Орашје и Дубона, у београдској приградској општини Младеновац, повод за ове протесте.
Демонстранти су носили већи број транспарената и порука, попут: „У атмосфери насиља се не живи", „Индекс није пасош" и „Црвени картон за неспособну власт", које су остављене на улазу у зграду Владе Србије.
На протесту су се обратили глумци Јелисавета Сека Саблић и Милан Марић, професор Правног факултета Миодраг Јовановић и пилот Саше Јовановића, колега погинулог пилота Омера Мехића, као и студент Вања Ђурђић. Након тога, окупљени су кренули ка Влади Србији како би тамо оставили захтеве протеста.

### Седми протест
Дана 17. јуна 2023. протести су одржани по седми пут и у Београду, Новом Саду, Нишу и Крагујевцу.
У Београду су се демонстранти поново окупили испред Народне скупштине, након чега су прошетали улицом Кнеза Милоша ка мостарској петљи. Неки демонстранти су такође кренули ка петљи Аутокоманде и мосту Газела. Испред Народне скупштине говорили су спортски коментатор Смиљан Бањац, рудар, студент Факултета политичких наука и фудбалски радник. Овога пута демонстранти су носили картонске фигуре Вучића, Вулина, Гашића Александра Шапића, градоначелника Београда и Загорке Доловац, републичког јавног тужиоца. Према Губашу, у Београду је било присутно око 35.000 демонстраната.
У Нишу су се демонстранти окупили у центру града након чега су кренули ка Палати правде. У Новом Саду демонстранти су се окупили испред Српског народног позоришта, а затим су прошетали Улицом Јована Суботића; Темеринска и Партизанска улица су биле блокиране. Како преноси агенција Бета, на протесту у Новом Саду било је око 10.000 демонстраната. У Крагујевцу се пар хиљада демонстраната састало у Првој крагујевачкој гимназији; касније су блокирали улице које воде до Великог парка.
Следећи протест Србија против насиља организован је у Горњем Милановцу 21. јуна. Дан касније, протести Србија против насиља организовани су и у Смедереву и Ваљеву, док су 23. јуна протести организовани и у Чачку, Лучанима и Зајечару. Организатори су најавили да ће осим у Београду, 24. јуна протести бити одржани и у Зрењанину, Новом Саду, Крагујевцу, Краљеву, Нишу, Суботици, Шапцу, Пироту, Врању и Лесковцу. Скуп подршке протестима организован је и у Вашингтону.

### Осми протест
У Београду су се 24. јуна демонстранти осми пут окупили испред Народне скупштине, где је група студената држала говоре. Касније су ишли улицом Кнеза Милоша, па Немањином према Славији и петљи Аутокоманде. Према Губашу, на протесту је било око 16.000 демонстраната.
Демонстранти у Новом Саду поново су се окупили испред Народног позоришта, где је први говор одржао професор Чедомир Чупић. Демонстранти су касније блокирали пут на Мосту слободе. У Нишу су се демонстранти окупили испред зграде Скупштине града Ниша, након чега су прошетали поред локалног седишта СНС и према згради градоначелника Ниша. У Краљеву, демонстранти блокирани на раскрсници у улици Краља Петра Првог. Демонстранти у Лесковцу окупили су се испред Народног музеја и прошетали до зграде Скупштине града.
Према Данасу, у Врању је протестовало око 250 грађана. У Суботици су демонстранти блокирали путеве и тражили оставку Бојана Шоралова, повереника Севернобачког округа. У Шапцу су се демонстранти окупили испред шабачке Старе робне куће и наставили да шетају улицама у центру града.

### Девети протест
Зеленовић је најавио да ће 30. јуна бити блокиран аутопут Е75 у Београду и Новом Саду. На дан блокаде, протести су одржани и у седам градова, а инцидент се догодио и у Новом Саду. Протести Србија против насиља такође су били заказани за 1. јул у Зрењанину и Јагодини, а Лазовић је касније најавио да ће протести бити одржани у укупно 28 градова.
У Београду су се демонстранти окупили испред Народне скупштине где су говорили Бањац, студент, професор и глумац Бојана Новаковић. Касније су прошетали улицом Кнеза Милоша ка седишту Пинка. Испред седишта се вијорила државна застава Србије, а на протесту је била присутна група мушкараца. Организатори су касније користили заставу као пројекционо платно, пројектујући Оливера Ивановића и Андреу Бојанића на заставу. Непосредно пре убиства Ивановића 2018. године, Пинк је емитовао снимак на коме је Ивановић био мета и приказао га на негативан начин, док је Бојанић погинуо у саобраћајној несрећи коју је изазвао Митровићев син 2013. године.

### Десети протест
Организатори су 4. јула најавили да ће протести бити одржани у Ужицу 6. јула, Нишу и Зрењанину 7. јула и 8. јула у Београду, Крагујевцу и Новом Пазару.
У Београду, демонстранти су се окупили испред Народне скупштине, где је одржано неколико говора, а затим кренули ка згради Полицијске управе. На протесту је била и група демонстраната за права трансродних особа, због недавног убиства трансродне тинејџерке у Београду. У Краљеву су демонстранти блокирали неколико мостова у граду. Демонстранти у Крагујевцу протестовали испред зграде локалне Безбедносно-обавештајне агенције; На протесту је говор одржао и посланик у Народној скупштини Верољуб Стевановић. Према Губашу, на протестима у Београду учествовало је око 9.500 демонстраната.

### Једанаести протест
У Сомбору су протести организовани 13. јула. Два дана касније, протести су организовани и у Београду, Краљеву и Лесковцу. У Београду су демонстранти ишли ка Вишем суду, а затим до мостарске петље и моста Газела. Према Губашу, у Београду је било присутно око 6.500 демонстраната.

### Дванаести протест
Дана 20. јула протести су одржани у Сомбору, Ваљеву, Крушевцу и Петровцу, а дан касније у Горњем Милановцу, Нишу, Чачку, Зрењанину, Крагујевцу и Шапцу. Протести су организовани и у Београду и Краљеву за 22. јул. Студент који је штрајковао глађу 17. јула прекинуо је штрајк током протеста у Београду. Демонстранти су кренули ка згради РЕМ-а, зградама Вечерњих новости и Политика, а затим ка РТС-у. Према Губашу, на протесту у Београду учествовало је 2.600 демонстраната.

### Тринаести протест
Протести у Ваљеву, Крушевцу и Петровцу организовани су 27. јула. Дан касније, протести су одржани и у Новом Саду, Нишу, Богатићу, Јагодини, Крагујевцу, Горњем Милановцу и Чачку, док су 29. јула протести организовани у Београду, Краљеву и Лесковцу. У Краљеву су демонстранти блокирали улицу поред зграде Безбедносно-обавештајне агенције. У Београду су демонстранти ишли ка згради Републичког јавног тужилаштва.

### Пад броја учесника у августу и септембру
Током августа број учесника на протестима „Србија против насиља” је значајно опао и свео се на свега неколико стотина до највише неколико хиљада људи. Међутим од 8. септембра број учесника се поново помало повећао на преко 5.000 учесника.

### Деветнаести протест
Деветнаести протест "Србија против насиља" одржан је у петак 8. септембра у Београду. Грађани су се окупили испред зграде Владе одакле су, у једној од најдужих шетњи до тада, стигли до зграде ТВ Пинка. Разлог померања протеста са суботе на петак био је одржавање Београд прајда од 4. до 10. септембра чији је централни скуп заказан за суботу 9. септембар. Број учесника деветнаестог протеста је мало порастао у односу на август месец и учествовало је око 5.000 људи. Испред зграде ТВ Пинк су биле упаљене бакље, а неколико минута касније грађани су почели да бацају ролне тоалет папира на зграду. Протест је завршен око 21:30 сати.

### Двадесети протест
Двадесети протест "Србија против насиља" одржан је у суботу 16. септембра мирно и без инцидената, али и без значајнијег повећања учесника протеста.

### Двадесет први протест
Двадесет први протест "Србија против насиља" одржан је у следећу суботу 23. септембра где су се по први пут окупљенима обратили и политичари чије су странке једне од техничких организатора протеста – опозициони посланици у Скупштини Србије Срђан Миливојевић из Демократске странке и Александар Јовановић Ћута из Еколошког устанка – Ћута. Миливојевић је на бину донео јарам који је бацио и директно се обратио Александру Вучићу да се не прави глув и да се избори одрже пре 31. децембра, док је Јовановић најавио пут опозиције по Србији, а нешто касније за Н1 рекао да не зна да ли ће се идуће недеље шетати у Београду. Пре њих обратили су се Софија Мандић из ЦЕПРИС-а и студент ФПН Павле Цицварић и обоје су позвали грађане да имају веру у опозицију, те да је најважније добити власт која је смењива. Председник Србије Александар Вучић је три дана после ескалације сукоба на Косову и Метохији и четири дана после 21. протеста рекао да парламентарни, покрајински и београдски избори могу да буду одржани 17. децембра.

### Двадесет други протест
Двадесет други протест "Србија против насиља" одржан је у суботу 30. септембра. Протест је почео испред Народне скупштине, а шетња је ишла медијском трасом, а завршила се код зграде Председништва Србије. Грађанима су се испред Скупштине Србије обратили Небојша Зеленовић и Радомир Лазовић. Протестна колона је прво дошла до зграде РТС-а, а потом наставила шетњу ка згради Председништва Србије. Посланик ДС Срђан Миливојевић рекао је на протесту испред зграде РТС-а да је последњи пут у студио телевизије ушао пре 15 година. Посланик Радомир Лазовић је спрејем офарбао таблу испред зграде РТС-а у пинк боју. Посланик Зеленог левог клуба Радомир Лазовић изјавио је да траже седницу анкетног одбора за догађаје у Бањској. Председник Демократске странке Зоран Лутовац је изјавио да смо до сада имали лажне и покрадене изборе, где су се грађани уцењивали и да тражимо да се то промени, ако то не добијемо, онда да водимо заједничку кампању, да створимо једну врсту друштвене опозиције. На питање да ли опозиција иде заједнички на изборе, односно на једној листи, Лутовац је у изјави за Н1 истакао да је јавности представљен један оквиран договор, а да сада раде на томе да се договор конкретизује и да ће о томе разговарати у наредних неколико дана.

### Двадесет трећи протест
У Београду је 7. октобра одржан 23. протест "Србија против насиља". Окупљање грађана је, као и до сада, испред Народне скупштине, а шетња је ишла поред РТС-а до Председништва. Дана 12. октобра, председник Србије Александар Вучић изјавио је, гостујући на ТВ Прва, да ће избори бити 17. децембра, по захтеву опозиције, и додао је да им је испунио захтев, па ће добити парламентарне, београдске и војвођанске изборе.

### Двадесет четврти протест
У Београду је 14. октобра одржан још један протест "Србија против насиља", 24. по реду. Након окупљања испред Дома Народне скупштине, окупљени су се упутили у Републичко јавно тужилаштво због, како су организатори раније саопштили, свих нерешених послова који су у протеклом периоду изашли у јавност.

### Двадесет пети протест
У суботу 21. октобра одржан је 25. скуп "Србија против насиља". Протест је почео у 18 сати испред Скупштине Србије у центру града, а затим настављен у протестној шетњи до зграде Радио-телевизије Србије (РТС), а потом и до зграде Регулаторног тела за електронске медије (РЕМ), где је и завршен. Испред парламента окупљенима су се обратили посланици опозиције Срђан Миливојевић и Александар Јовановић Ћута. Тема протеста овог викенда били су медијски закони и насиље у медијима. Опозиционе партије које су организовале скупове потписале су „Договор за победу” како би се спремиле за најављене изборе 17. децембра. Осим у Београду, скупови се одржавају и у другим градовима у Србији, а у петак 20. октобра протест је организован у Чачку.

### Двадесет шести протест
Дана 28. октобра у Београду „медијском трасом“, учесници протеста „Србија против насиља“ прошетали су 26. пут. То је био први протест након што су његови организатори из дела опозиције саопштили да ће заједно изаћи на изборе, који су најављени за 17. децембар.

### Двадесет седми протест
Председник Републике Србије Александар Вучић је 1. новембра распустио тринаести сазив Народне скупштине Републике Србије и расписао ванредне парламентарне изборе за 17. децембар. Дана 3. новембра је Александар Вулин поднео оставку на место шефа БИА.
У Београду је 4. новембра испред Скупштине Србије одржан 27. протест "Србија против насиља", а колона грађана ишла је "медијском рутом" до зграде РТС-а. Био је то уједно и последњи протест у овом формату. Представник странке Зелено-леви фронт Радомир Лазовић рекао је у петак агенцији Бета да због предизборне кампање за децембарске изборе важе другачија правила када странке нешто организују.

## Излазност
Следећа табела представља процену број људи који су били на протесту према процени Александра Губаша.
| Дан одржавања протеста                         | Процена броја учесника |
| ---------------------------------------------- | ---------------------- |
| 8. мај                                         | 20.000                 |
| 12. мај                                        | 25.000                 |
| 19. мај                                        | 60.000                 |
| 26. мај                                        | 45.000                 |
| 27. мај                                        | 45.000                 |
| 3. јун                                         | 55.000                 |
| 10. јун                                        | 40.000                 |
| 17. јун                                        | 40.000                 |
| 24. јун                                        | 16.000                 |
| 1. јул                                         | 8.000                  |
| 8. јул                                         | 9.500                  |
| 15. јул                                        | 6.500                  |
| 22. јул                                        | 2.600                  |
| 29. јул                                        | 4.500                  |
| 5. август                                      | 700                    |
| 12. август                                     | 3.000                  |
| 19. август                                     | 3.300                  |
| 26. август                                     | 2.400                  |
| 2. септембар                                   | 3.300                  |
| 8. септембар                                   | 2.300                  |
| 16. септембар                                  | 2.000                  |
| 23. септембар                                  | 2.000                  |
| 30. септембар                                  | 2.100                  |
| 7. октобар                                     | 1.400                  |
| 14. октобар                                    | 1.400                  |
| 21. октобар                                    | 1.000                  |
| 28. октобар                                    | 1.300                  |
| Подаци: Александар Губаш, Архив јавних скупова |                        |